# Rue Oudinot
Pour rue de Nancy, voir Rue du Maréchal-Oudinot.
La rue Oudinot est une voie située dans le quartier de l'École-Militaire du 7e arrondissement de Paris.

## Situation et accès
Longue de 325 m, elle débute au 56, rue Vaneau et se termine au 47 bis, boulevard des Invalides. Elle est en sens unique dans le sens ouest-est.
Le quartier est desservi par la ligne 10 à la station Vaneau et par la ligne 13 à la station Saint-François-Xavier.

## Origine du nom

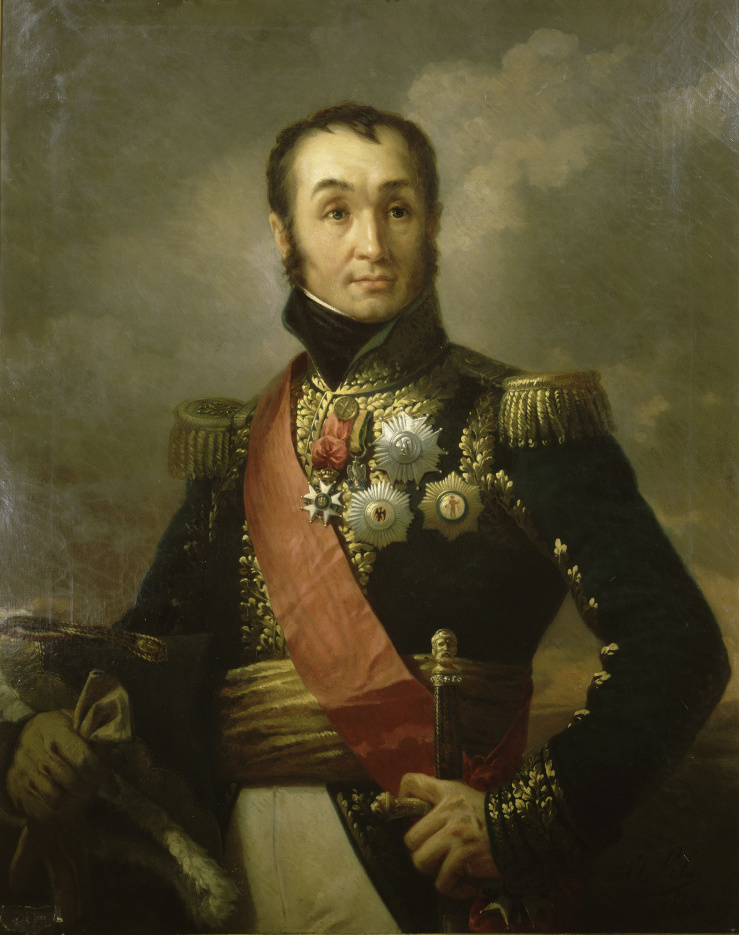
Nicolas Charles Oudinot.

Cette rue reçoit le nom de Nicolas Charles Oudinot (1767-1847), maréchal de France par décret du 30 mai 1851.
Par métonymie, la « Rue Oudinot » (avec un « R » majuscule) désigne au début et au milieu du XXe siècle le ministère des Colonies, qui y est situé.

## Historique
Cette voie est indiquée sur le plan de Jouvin de Rochefort de 1672 pour sa partie située entre les rues Vaneau et Rousselet.
Anciennement appelée « rue de Blomet » ou « chemin Blomet » du nom du propriétaire des terrains, cette voie est dénommée « chemin Plumet » et apparaît sur le plan de Jaillot de 1713 sous la dénomination de « rue Plumet » et dans un plan de Jean Beausire en 1720 sous le nom « rue Plumel ».
Elle est prolongée entre la rue Rousselet et le boulevard des Invalides par lettres patentes du 18 février 1720.
À la fin du XVIIIe siècle, le terrain est vendu 56 centimes (255,73 €) le mètre depuis la « rue Blomet » jusqu'à la rue de Vaugirard,.
Elle prend sa dénomination actuelle par un décret du 30 mai 1851 et marque sa séparation avec la rue Blomet le 23 mai 1863.

## Bâtiments remarquables et lieux de mémoire
- No 4 de l'ancienne rue Plumet : Ouverture en 1845 de la Congrégation de Notre-Dame de Sion de l'abbé Théodore Ratisbonne (1802-1884), où les sœurs convertissent et élèvent les enfants juifs dans la foi chrétienne[8].
- No 8 : emplacement d'une dépendance de la caserne Babylone des Gardes françaises, la caserne Plumet[Note 1].
- No 10 : l'immeuble de cinq étages est un haut lieu de la Résistance lié au réseau Comète. Elvire Morelle loue le 4e ; Aimable Fouquerel, le 5e ; Lucienne Laurentie habite au second. Ces logements servent alors de Safe Houses pour héberger des aviateurs alliés et de centre de triage avant leur départ pour les Pyrénées. Fin 1942, Frédéric De Jongh (1897-1944), qui coordonne le Réseau Comète pour la région de Paris, s'installe au 4e jusqu'au printemps 1943 et y est fréquemment rejoint par sa fille, Andrée De Jongh (1916-2007), fondatrice du réseau[9][source insuffisante].
- No 12 : le poète et romancier François Coppée (1842-1908) occupa le rez-de-chaussée de cette maison, qu'il louait, avec sa sœur Anne. « Le cabinet de travail et la salle à manger donnaient sur un jardinet de curé[10] ». Il y mourut le 23 mai 1908.
Derrière la façade délaissée de l'immeuble sur rue (telle qu'elle apparaît en 2020) se cache un ensemble immobilier de plus de 1 500 m2 composé de l'immeuble proprement dit (1 000 m2 sur trois niveaux), d'une cour pavée, d'un hôtel particulier de 600 m2 et de 950 m2 de jardins ; l'ensemble, à l'abandon depuis 30 ans, est vendu aux enchères le 23 janvier 2020 par le tribunal de grande instance de Paris pour la somme de 35,1 millions d'euros à un financier français, Jean-Bernard Lafonta (1961-) ; un contrat de sauvegarde de l'arrondissement oblige le nouveau propriétaire à restaurer l'ensemble à l'identique, lui interdisant de procéder à quelque démolition ou construction que ce soit[11]. La vente clôture un long épisode judiciaire, puisque les services de la Ville de Paris avaient établi un procès-verbal d'abandon manifeste de parcelle dès le 24 décembre 1998, dont le propriétaire n'avait pas pu obtenir l'annulation devant les juges administratifs de première instance et d'appel[12]. L'immeuble avait été acquis le 12 mars 1990, pour une valeur de 42 millions de francs (6,4 millions d'euros), par la société immobilière néerlandaise « Beleggingsmaatschappij Belensas BV » d'Élisabeth Galard Terraube, membre de la famille de Galard de noblesse gascogne, épouse Rimonteil de Lombarès, qui demeurait à ce domicile et de la société « Urbinvest » dont Élisabeth Galard était la gérante[13],[14]. L'année précédant sa vente en 1990, l'immeuble faisait alors l'objet d'une procédure prévoyant sa démolition[15].
Le 26 février 2020, le personnel d'une entreprise chargée de sécuriser les lieux avant réhabilitation découvre dans les caves le cadavre momifié d'un homme mort trois décennies plus tôt, Jean-Pierre Renault, SDF, âgé d'un peu moins de 40 ans à son décès, qui présente des traces de fractures et de blessures à l'arme blanche[16],[17].
- Nos 17-19, angle rue Rousselet : le dimanche 26 janvier 1930, le général russe blanc exilé Alexandre Koutiepov, domicilié rue Rousselet (no 26), est enlevé près de l'angle que forme cette rue avec la rue Oudinot. Les investigations restent infructueuses et le général est porté disparu. Des agents des services secrets soviétiques, la Guépéou, sont suspectés, mais l'affaire n'a jamais été élucidée[18],[19].
- No 19 : clinique Oudinot (ancien hôtel Plumet), administrée par la fondation Saint-Jean-de-Dieu. C'est ici que moururent Auguste de Villiers de L'Isle-Adam (18 août 1889), Maurice Le Ray d'Abrantès (1er décembre 1900), Gaston Thiesson (2 février 1920), Paul Quesvers (11 mai 1903)[20], le baron de Christiani (30 juin 1928) et le maréchal Joffre (3 janvier 1931).
- No 20 : Pierre de Coubertin (1863-1937) naît en cette demeure.
- No 22 (et 49, boulevard des Invalides) : Brongniart (1739-1813), l'architecte de la Bourse, y construit son hôtel particulier, la maison Brongniart (1781).
- No 23 : Toshio Bando (1895-1973) et Georges Feher (1929-2015), artistes peintres, y vécurent.
- No 27 : le ministère de l'Outre-mer à l'hôtel de Montmorin.

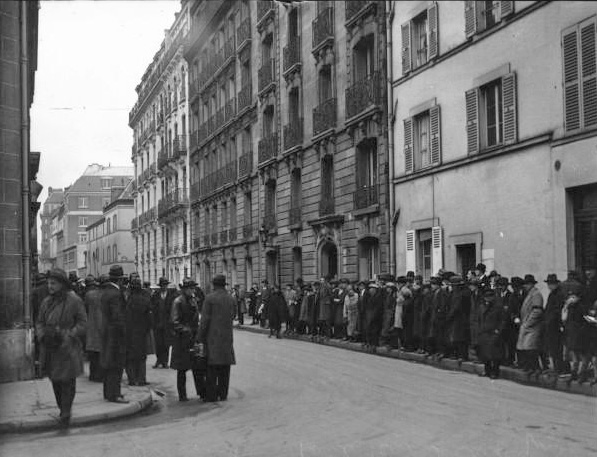
En décembre 1930 : la foule pendant la maladie du Mal Joffre (1852-1931).
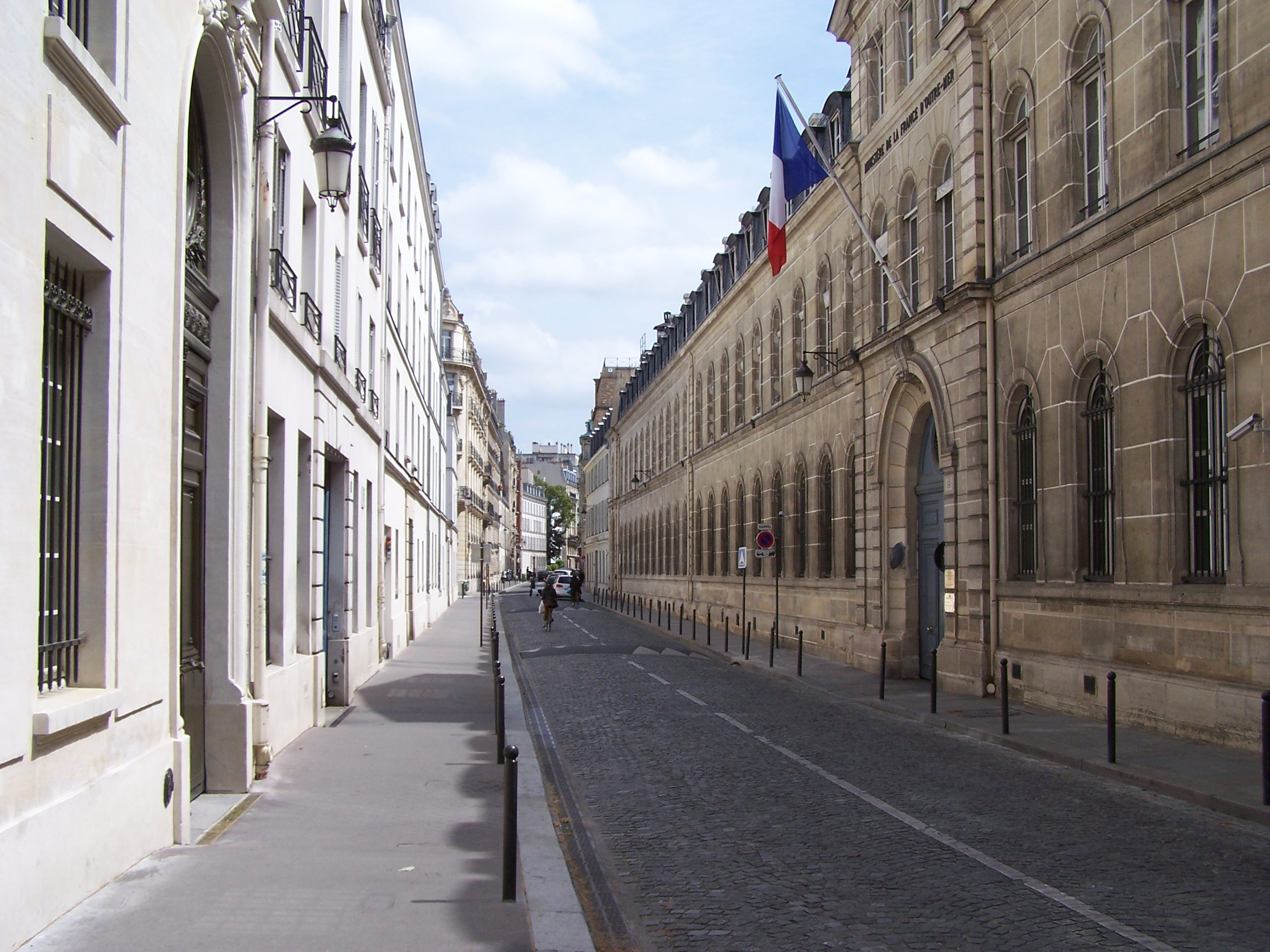
Le ministère de l'Outre-mer.
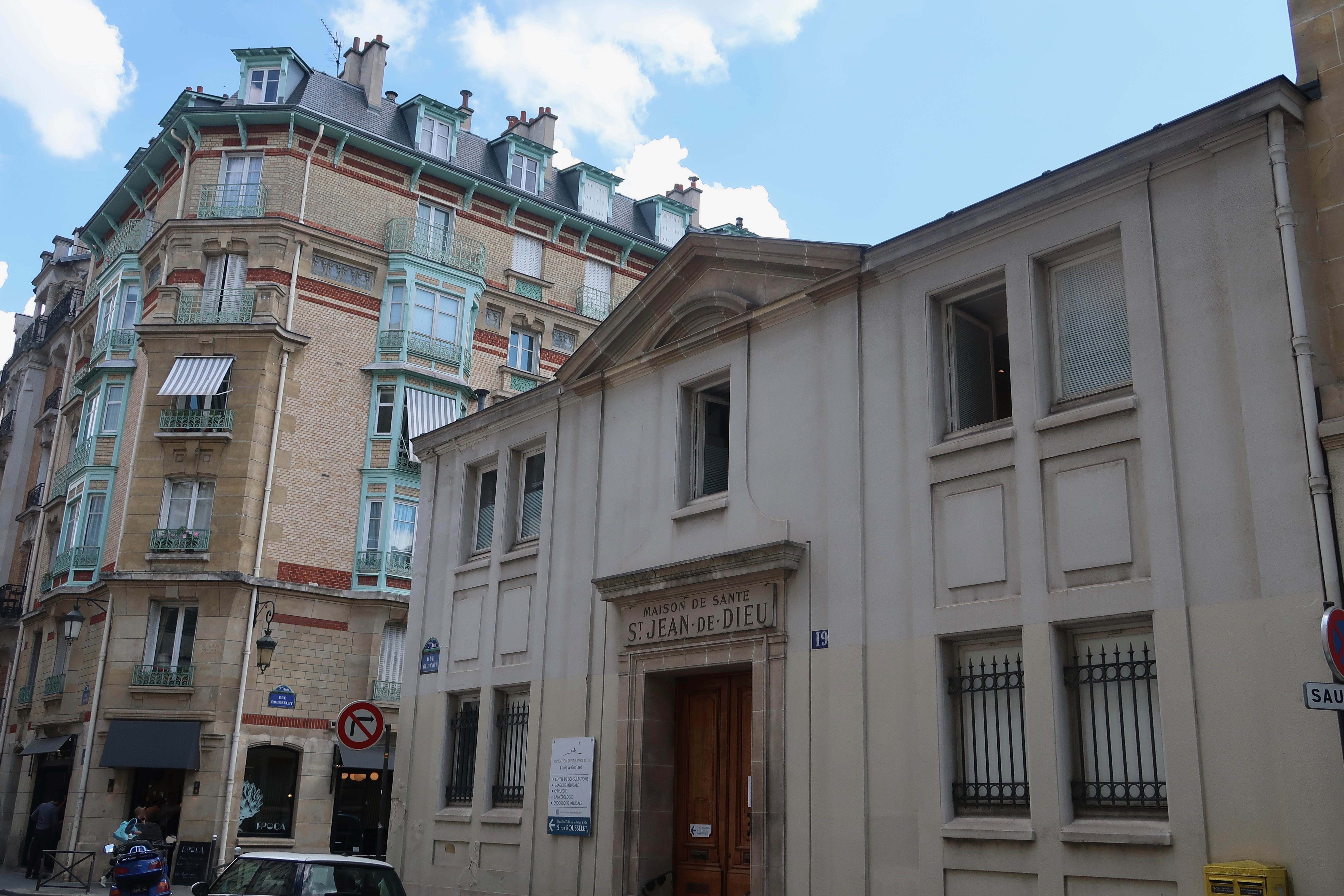
Maison de santé Saint-Jean-de-Dieu au no 19.
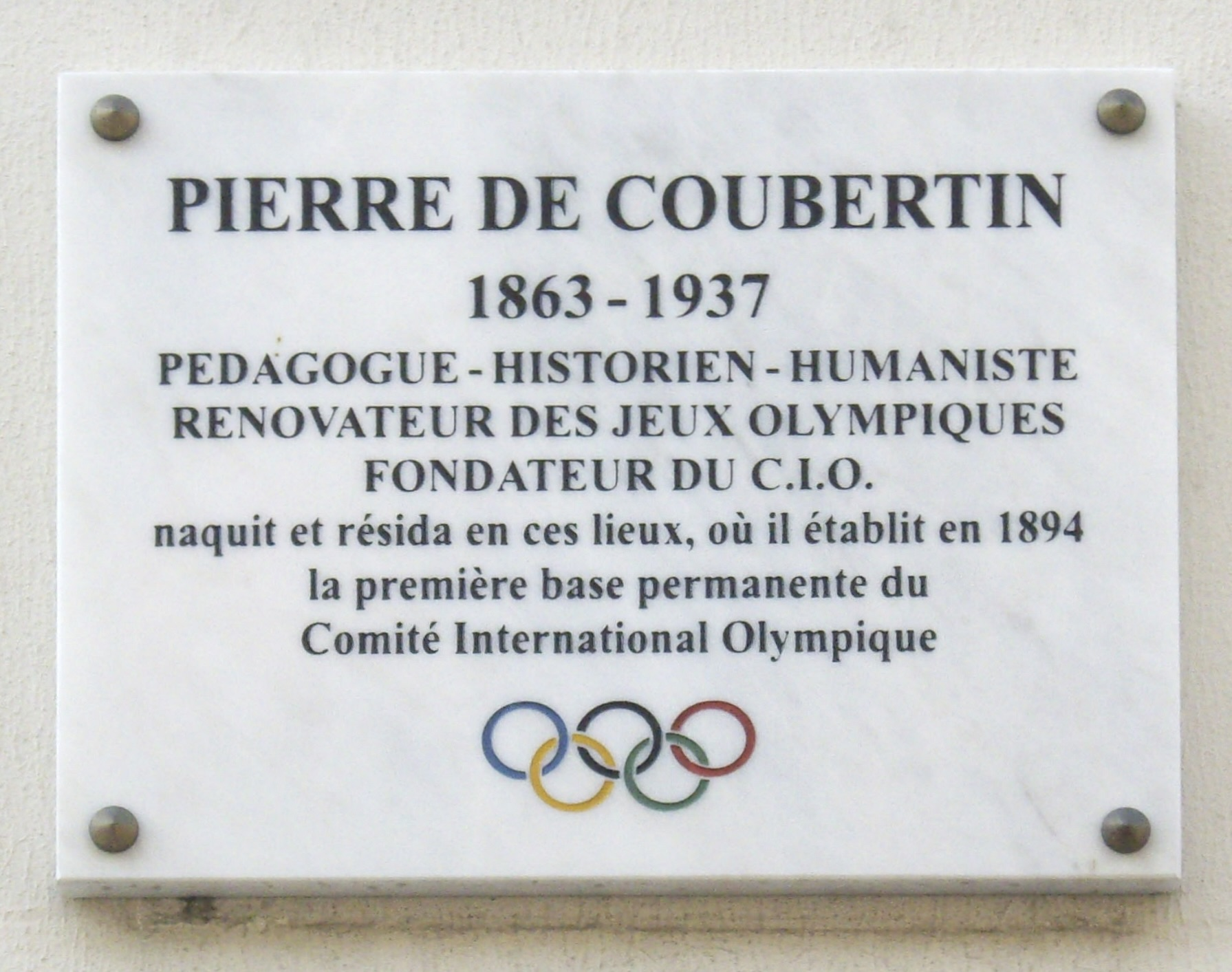
Plaque en hommage à Pierre de Coubertin au no 20.

## Dans la littérature
- 1842 :
  - « le jardin d'un grand hôtel situé rue Plumet » est cité dans le roman La Femme de trente ans d'Honoré de Balzac[21],[Note 2] ;
  - Rodolphe, le héros des Mystères de Paris d'Eugène Sue, habite cette rue alors dénommée « rue Plumet »[22],[23],[Note 3].
- 1862 : Cette rue est mentionnée sous le nom de « rue Plumet » — qui est son nom à l'époque — dans le roman Les Misérables de Victor Hugo[24],[Note 4].